# Richard Caborn
Richard George Caborn (ur. 6 października 1943 w Sheffield) – brytyjski polityk, inżynier i związkowiec. Poseł do Parlamentu Europejskiego I kadencji i członek Izby Gmin, minister stanu, w latach 2001–2007 minister sportu.

## Życiorys
Kształcił się w szkołach średnich w Sheffield, w 1959 rozpoczął praktyki inżynierskie. Ukończył studia inżynierskie na Sheffield Polytechnic, pracował w przedsiębiorstwie Firth Brown Steels. Działał w branżowym związku zawodowym Amalgamated Engineering and Electrical Union. Od 1968 do 1979 wiceprzewodniczący zrzeszenia lokalnej rady związkowej Sheffield Trades and Labour Council.
Zaangażował się w działalność polityczną w ramach Partii Pracy, działał w ramach stronnictwa Co-operative Party. W 1979 wybrany na posła do Parlamentu Europejskiego. Przystąpił do frakcji socjalistycznej; mandat wykonywał do 1984. W 1983 po raz pierwszy wybrany do Izby Gmin, uzyskiwał reelekcję w 1987, 1992, 1997, 2001 i 2005. Zajmował stanowiska ministra stanu ds. regionów, transportu i środowiska (1997–1999), handlu i przemysłu (1999–2001) oraz turystyki (2003–2005). Pomiędzy czerwcem 2001 a czerwcem 2007 pozostawał ministrem sportu. Następnie został pełnomocnikiem premiera ds. kandydatury Anglii do organizacji Mistrzostw Świata w Piłce Nożnej 2018.
W marcu 2010 oskarżony przez media o przyjmowanie łapówek w zamian za lobbing, w maju tegoż roku nie kandydował ponownie w wyborach. W grudniu 2010 komitet Izby Gmin zakazał mu wstępu do parlamentu na sześć miesięcy.

## Życie prywatne
Żonaty, ma dwoje dzieci. Zaangażowany w działania sprzeciwiające się apartheidowi.